# Чемпіонат СРСР з футболу 1979: друга зона другої ліги
Чемпіонат УРСР з футболу 1979 — 9-й турнір серед команд української зони другої ліги. Тривав з 31 березня по 14 листопада 1979 року.

## Огляд
Вперше в історії чемпіонатів УРСР переможцем став «Колос» з Дніпропетровщини. Серед команд майстрів другої ліги нікопольці виступали лише четвертий сезон і кожного року поліпшували свої показники. У дебютній першості зайняли восьме місце, потім були «бронза» і «срібло» чемпіонатів України. Протягом цього часу команду очолювали Володимир Ємець (старший тренер) і Геннадій Жиздик (начальник команди).
Срібні і бронзові нагороди отримали «армійські» команди Києва (старший тренер — Олексій Мамикін) та Львова (старший тренер — Володимир Капличний).
У першості було забито 1188 м'ячів у 552 зустрічах. Це в середньому 2,15 на гру. Рівенський «Авангард» отримав «Рубіновий кубок» газети «Молодь України», приз для найрезультативнішої команди чемпіонату (76 забитих м'ячів). Найвлучнішими гравцями турніру стали Юрій Бондаренко з херсонського «Кристала» і Євген Дерев'яга з миколаївського «Суднобудівника» (по 20 забитих м'ячів).

## Підсумкова таблиця
| Місце | Команда                       | В  | Н  | П  | М'ячі | О  |
| ----- | ----------------------------- | -- | -- | -- | ----- | -- |
| 1     | «Колос» (Нікополь)            | 28 | 12 | 6  | 68—32 | 68 |
| 2     | СКА (Київ)                    | 26 | 12 | 8  | 65—32 | 64 |
| 3     | СКА (Львів)                   | 25 | 11 | 10 | 67—33 | 61 |
| 4     | «Авангард» (Рівне)            | 23 | 14 | 9  | 76—41 | 60 |
| 5     | «Буковина» (Чернівці)         | 24 | 10 | 12 | 55—32 | 58 |
| 6     | «Спартак» (Житомир)           | 22 | 12 | 12 | 57—41 | 56 |
| 7     | «Кристал» (Херсон)            | 21 | 10 | 15 | 63—45 | 52 |
| 8     | «Кривбас» (Кривий Ріг)        | 18 | 16 | 12 | 62—47 | 52 |
| 9     | «Зірка» (Кіровоград)          | 20 | 10 | 16 | 44—40 | 50 |
| 10    | «Суднобудівник» (Миколаїв)    | 18 | 13 | 15 | 48—47 | 49 |
| 11    | «Колос» (Полтава)             | 18 | 9  | 19 | 48—52 | 45 |
| 12    | «Атлантика» (Севастополь)     | 17 | 9  | 20 | 54—62 | 43 |
| 13    | «Поділля» (Хмельницький)      | 17 | 8  | 21 | 44—57 | 42 |
| 14    | «Дніпро» (Черкаси)            | 14 | 13 | 19 | 38—49 | 41 |
| 15    | «Новатор» (Жданов)            | 17 | 6  | 23 | 47—54 | 40 |
| 16    | «Говерла» (Ужгород)           | 10 | 19 | 17 | 36—46 | 39 |
| 17    | «Десна» (Чернігів)            | 13 | 12 | 21 | 37—57 | 38 |
| 18    | «Океан» (Керч)                | 12 | 14 | 20 | 36—52 | 38 |
| 19    | «Фрунзенець» (Суми)           | 13 | 10 | 23 | 47—62 | 36 |
| 20    | «Торпедо» (Луцьк)             | 10 | 16 | 20 | 42—69 | 36 |
| 21    | «Нива» (Вінниця)              | 11 | 13 | 22 | 36—44 | 35 |
| 22    | «Автомобіліст» (Тирасполь)    | 11 | 13 | 22 | 28—47 | 35 |
| 23    | «Металург» (Дніпродзержинськ) | 13 | 8  | 25 | 37—71 | 34 |
| 24    | «Шахтар» (Горлівка)           | 11 | 10 | 25 | 53—76 | 32 |

## Результати
```
                  1   2   3   4   5   6   7   8   9   10  11  12  13  14  15  16  17  18  19  20  21  22  23  24  
1.Колос (Н)      xxx 2-0 0-1 2-1 1-1 2-1 2-1 2-1 1-0 2-0 2-0 1-1 5-0 1-1 2-0 2-1 4-3 4-0 2-0 4-0 1-0 2-0 1-1 2-1  
2.СКА (Київ)     1-1 xxx 1-0 2-0 1-0 1-1 2-0 3-1 0-0 1-0 3-1 2-1 2-0 0-1 0-1 0-0 1-0 1-1 1-0 2-0 1-2 3-0 2-1 3-2  
3.СКА (Львів)    0-0 3-2 xxx 5-0 1-0 4-1 2-0 3-0 3-0 1-1 1-0 3-0 2-0 1-0 2-0 1-0 4-2 2-1 2-1 3-1 0-0 1-0 2-0 2-0  
4.Авангард       0-0 0-1 3-1 xxx 1-0 0-1 2-0 1-0 1-1 0-0 2-1 3-0 3-0 1-1 3-0 3-1 3-0 3-0 2-1 3-0 1-0 2-0 6-1 2-2  
5.Буковина       2-0 0-0 1-0 1-1 xxx 2-1 1-0 1-1 0-1 2-0 3-0 2-1 2-1 2-1 0-0 2-0 0-1 1-0 2-0 3-0 1-0 1-0 1-0 1-1  
6.Спартак        1-2 1-2 1-0 1-0 0-2 xxx 0-0 0-0 2-0 1-1 1-0 2-0 1-0 4-0 1-0 2-0 1-0 1-0 3-2 1-0 3-1 1-0 2-0 2-0  
7.Кристал        2-0 1-0 0-1 2-1 3-0 0-0 xxx 1-0 4-1 1-1 3-1 1-2 3-0 3-1 2-0 3-0 2-1 2-0 3-2 2-0 2-1 2-1 3-0 1-0  
8.Кривбас        2-1 1-0 1-1 2-2 0-0 2-0 2-1 xxx 1-2 2-1 2-2 6-1 0-0 1-0 1-1 2-0 0-0 1-0 3-0 2-2 3-2 1-1 4-1 4-1  
9.Зірка          0-2 1-1 3-1 0-4 2-1 2-0 1-0 2-0 xxx 2-0 1-0 1-1 1-0 1-0 1-0 1-0 2-1 1-1 2-1 5-0 0-1 1-0 1-1 1-0  
10.Суднобудівник 2-2 2-2 1-1 0-2 1-0 1-0 1-2 1-5 1-0 xxx 1-0 3-1 2-0 2-1 1-0 1-1 2-0 1-0 2-0 2-2 1-0 3-1 2-1 3-1  
11.Колос (П)     0-0 0-2 1-0 1-1 3-1 1-0 0-0 1-1 0-1 1-0 xxx 3-2 1-0 1-2 1-0 2-1 2-1 2-1 3-0 1-0 2-0 1-1 1-0 4-1  
12.Атлантика     3-0 0-1 1-0 1-3 0-1 2-2 0-2 0-2 2-0 1-1 3-2 xxx 1-2 1-1 3-1 2-0 1-0 3-0 5-2 1-0 1-0 2-0 2-0 2-1  
13.Поділля       0-1 0-3 0-2 3-0 0-0 1-2 2-1 0-0 0-0 2-0 1-1 0-2 xxx 1-0 3-1 2-0 1-0 3-2 3-0 2-1 2-0 2-0 0-1 2-0  
14.Дніпро        1-2 1-2 0-0 0-2 0-2 1-3 2-1 0-0 1-0 2-1 1-1 1-1 0-1 xxx 1-0 0-0 2-0 2-1 0-0 3-0 2-1 1-1 1-0 2-1  
15.Новатор       1-2 1-3 2-1 2-2 1-0 3-1 1-1 1-0 1-0 1-0 3-1 2-0 5-2 1-3 xxx 1-1 0-1 2-0 1-0 5-0 1-2 1-0 4-1 1-1  
16.Говерла       0-1 1-1 1-1 0-0 3-1 0-0 3-1 0-0 0-0 0-0 1-0 0-1 1-2 1-0 2-0 xxx 0-0 0-1 1-1 3-1 1-1 1-0 2-1 4-1  
17.Десна         0-0 1-4 0-0 1-1 0-1 1-1 1-1 3-1 1-0 2-2 1-0 2-0 1-1 0-1 1-0 1-1 xxx 3-2 1-0 2-0 1-0 0-0 0-1 2-1  
18.Океан         0-1 0-0 0-2 2-1 1-1 0-0 0-0 1-1 1-0 0-1 1-1 2-0 1-1 0-0 2-0 1-1 1-0 xxx 1-0 0-2 2-1 0-1 3-2 2-0  
19.Фрунзенець    1-0 2-3 0-1 1-2 1-1 2-2 2-0 1-3 2-1 0-1 0-1 1-0 2-1 3-0 2-0 2-3 0-0 0-0 xxx 1-1 2-0 3-1 2-1 1-0  
20.Торпедо (Л)   1-1 0-0 2-2 1-1 2-4 0-2 2-2 3-0 1-0 1-0 0-1 0-0 2-1 1-0 0-1 0-0 4-0 1-2 0-0 xxx 0-0 0-0 1-1 3-2  
21.Нива          0-0 0-2 2-2 1-2 0-1 1-0 0-0 1-2 0-0 0-1 2-1 1-1 3-1 2-0 0-1 1-0 4-0 0-0 0-0 0-0 xxx 0-0 4-0 2-1  
22.Автомобіліст  0-2 1-1 1-0 0-3 1-0 1-1 2-2 2-0 0-0 1-0 0-1 3-1 0-0 1-0 1-0 0-0 1-0 1-2 0-1 0-2 0-0 xxx 3-0 2-1  
23.Металург (Днд)1-2 1-0 1-1 1-1 0-4 1-3 1-0 1-0 0-3 1-0 2-1 1-0 0-1 1-1 2-0 1-1 1-2 1-0 1-1 1-2 1-0 1-0 xxx 2-0  
24.Шахтар (Г)    0-1 0-2 2-1 1-1 1-3 3-3 3-2 0-1 3-2 1-1 3-0 1-1 2-0 0-0 1-0 2-0 3-0 1-1 2-4 3-3 1-0 1-0 1-0 xxx 
```

## Бомбардири
Найкращі голеадори чемпіонату УРСР:
| Футболіст         | Команда                    | Голи |
| ----------------- | -------------------------- | ---- |
| Юрій Бондаренко   | «Кристал» (Херсон)         | 20   |
| Євген Дерев'яга   | «Суднобудівник» (Миколаїв) | 20   |
| Валерій Петров    | «Атлантика» (Севастополь)  | 19   |
| Ярослав Яцишин    | «Спартак» (Житомир)        | 19   |
| Віталій Дмитренко | «Кривбас» (Кривий Ріг)     | 18   |
| Володимир Чирков  | «Авангард» (Рівне)         | 16   |
| Микола Пінчук     | СКА (Київ)                 | 16   |
| Микола Табачук    | «Поділля» (Хмельницький)   | 16   |

Найкращі бомбардири клубів і гравці, які забили не менше 10 голів:
- «Колос» (Нікополь) — Ігор Надєїн (12), Георгій Колядюк (11);
- СКА (Київ) — Микола Пінчук (16), Віктор Насташевський (13);
- СКА (Львів) — Іван Гамалій (15);
- «Авангард» — Володимир Чирков(16), Роман Гірник (15), Роман Давид (10), Григорій Шаломай (10);
- «Буковина» — Сергій Шмундяк (13), Віктор Хлус (12);
- «Спартак» — Ярослав Яцишин (19), Євген Наумов (11);
- «Кристал» — Юрій Бондаренко (20), Валентин Старцев (12), Леонід Салабуда (11);
- «Кривбас» — Віталій Дмитренко (18);
- «Зірка» — Вадим Євтушенко (11);
- «Суднобудівник» — Євген Дерев'яга] (20);
- «Колос» (Полтава) — Іван Іванченко (12), Володимир Войтенко (10);
- «Атлантика» — Валерій Петров (19);
- «Поділля» — Микола Табачук (16);
- «Дніпро» — Федір Матюшевський (10);
- «Новатор» — Валентин Дзіоба (13);
- «Закарпаття» — Костянтин Лобанов (6);
- «Десна» — Геннадій Горшков (11), Андрій Процько (10);
- «Океан» — Олександр Бурмістров (10);
- «Фрунзенець» — Микола Литвиненко (13), Григорій Лазарко (11);
- «Торпедо» — Володимир Старков (14), Володимир Пестов (10);
- «Нива» — Володимир Дзюба (13);
- «Автомобіліст» — Віктор Баришев (10);
- «Металург» — Володимир Дерун (8);
- «Шахтар» — Володимир Бондаровський (10).

## Призери
| 1. «Колос» (Нікополь) |
| Воротарі: Олександр Сіденко (42), Валентин Вязовський (5). Захисники: Валерій Журавльов (46, 2), Віктор Бульба (46, 1), Павло Басов (37, 5), Роман Риф'як (26, 6), Сергій Скляр (15), Ігор Ємець (12), Анатолій Куцев (11), Сергій Улицький (9), В'ячеслав Кіріца (6), Олег Ординський (2), А. Мазжерін (1). Півзахисники: Ігор Надєїн (44, 12), Дмитро Кихаєв (44, 6), Сергій Бритченко (39, 2), Остап Савка (19), Володимир Бондаренко (14, 4), І. Ряшко (14), Юрій Мішін (11), Олександр Климович (10), А. Соколов (7), Олексій Яковенко (6), Валерій Бублик (3), Віктор Маслов (2), А. Колесников (1), Олександр Хорунженко (1). Нападники: Віктор Аношин (43, 5), Георгій Колядюк (21, 11), Федір Кузьменко (19), Федір Приходько (14, 2), В'ячеслав Дриженко (13, 4), Ігор Кунтій (12, 3), Костянтин Панчик (11, 2), Володимир Данилюк (9, 2), Валентин Прилепський (3), Володимир Махов (2), Ігор Федоришин (1). Старший тренер — Володимир Ємець, начальник команди — Геннадій Жиздик, тренери — Євген Кучеревський, Володимир Вебер. |
| 2. СКА (Київ) |
| Воротарі: Леонід Шмуц (41), Вадим Шевченко (7). Захисники: Олександр Косолапов (46, 2), Володимир Юрецький (35), Сергій Овчинников (28, 3), Микола Фанта (26), Володимир Щербак (22), Сергій Попович (15, 1), Олександр Петраков (11), Юрій Смирнов (3, 1), Леонід Васильєв (2). Півзахисники: Борис Шуршин (42, 2), Сергій Сапешко (41, 8), Михайло Паламарчук (34, 4), Олександр Гребеножко (23), Вадим Шельменко (16, 3), В'ячеслав Кисленко (15), Олександр Грабовецький (2). Нападники: Микола Пінчук (45, 16), Віктор Насташевський (44, 13), Сергій Пижов (36, 4), Олександр Щербаков (28, 1), Ігор Котляр (11, 4), В'ячеслав Семенов (4). Старший тренер — Олексій Мамикін, начальник команди — Орест Капко, тренер — Володимир Трошкін. |
| 3. СКА (Львів) |
| Воротарі: Олександр Скотаренко (41), Євген Масін (8). Захисники: Володимир Буняк (43, 1), Сергій Пасічник (41, 1), Володимир Сиверін (36, 4), Богдан Суряк (33), Олександр Кирюхін (16), Петро Галушка (12), Мирослав Лялек (1). Півзахисники: Іван Гамалій (46, 15), Юрій Сафронов (43, 5), Віктор Сухенко (41, 3), Віктор Барчук (37), Микола Дударенко (35, 3), Володимир Юрчишин (24, 5), Михайло Калита (9). Нападники: Вільгельм Теллінгер (38, 9), Юрій Підпалюк (38, 7), Сергій Шевченко (33, 6), Валерій Ярмак (30, 8), Володимир Курівчак (1). Старший тренер — Володимир Капличний. |

## Фінальний турнір КФК
| Місце | Команда                  | В | Н | П | М'ячі | О |
| ----- | ------------------------ | - | - | - | ----- | - |
| 1     | «Шахтар» (Стаханов)      | 2 | 3 | 0 | 8—5   | 7 |
| 2     | «Енергія» (Нова Каховка) | 2 | 2 | 1 | 10—7  | 6 |
| 3     | «Хімік» (Дрогобич)       | 2 | 2 | 1 | 6—6   | 6 |
| 4     | «Колос» (Павлоград)      | 1 | 2 | 2 | 3—4   | 4 |
| 5     | «Радист» (Кіровоград)    | 1 | 2 | 2 | 4—7   | 4 |
| 6     | «Карпати» (Буштин)       | 1 | 1 | 3 | 9—11  | 3 |